# Cordylochernes potens
Espèce
Cordylochernes potens est une espèce de pseudoscorpions de la famille des Chernetidae.

## Distribution
Cette espèce se rencontre au Venezuela et au Mexique.

## Description
Le mâle holotype mesure 5,2 mm.

## Publication originale
- Hoff, 1947 : Two new pseudoscorpions of the subfamily Lamprochernetinae from Venezuela. Zoologica, vol. 32, p. 61-64 (texte intégral).